# Магальяйнс Пинту, Жозе де
Жозе де Магальяйнс Пинту (порт. José de Magalhães Pinto, 28 июня 1909, Санту-Антониу-ду-Монти, Бразилия — 6 марта 1996, Рио-де-Жанейро, Бразилия) — бразильский государственный деятель, министр иностранных дел Бразилии (1967—1969).

## Биография
Трудовую деятельность начал в 16 лет в сельскохозяйственном и ипотечном банке шестнадцать штата Минас-Жерайс, а уже в 17 лет он становится директором филиала.
Получил юридическое образование в горном коммерческом университете.
В 1943 г. был назначен директором Banco da Lavoura.
В 1944 г. оносновал Национальный банк Минаса-Жерайса. Войдя в политику, стал одним из учредителей консервативного Национального демократического союза (União Democrática Nacional). В 1946 г. был избран депутатом Учредительного собрания, но отказался от мандата, чтобы занять пост министра финансов в правительстве штата Минас-Жерайс.
1961 −1966 гг. — губернатор штата Минас-Жерайс. Созданный им банк развития Минаса-Жерайса активно участвовал в финансировании военного переворота 1964 г.
В 1967 г. вступает в партию Альянс национального обновления, от которого до 1979 г. избирался сначала членом платы депутатов, а с 1971 г. — сенатором. Был одним из инициаторов принятия Ato Institucional nº 5, одного из наиболее репрессивных законов времен военной диктатуры.
В 1967—1969 гг. — министр иностранных дел Бразилии. Проводил политику так называемой «дипломатии процветания», направленной на получение международных кредитов для финансирования объектов инфраструктуры. Выступал за активизацию сотрудничества со странами Третьего мира, повышение степени их участия в международных делах. При этом отказался подписать от имени своей страны Договор о нераспространении ядерного оружия.
В 1975—1977 гг. — председатель Сената Бразилии.
В 1985 г. ушел из политической жизни по состоянию здоровья.